# Stazione di Montaguto-Panni
La stazione di Montaguto-Panni è una stazione ferroviaria posta una tratta a binario unico della linea Napoli-Foggia. È gestita da RFI e serve i comuni di Montaguto e Panni.

## Storia
La stazione è ubicata nella valle del Cervaro a 395 m s.l.m., a breve distanza dalla strada statale 90 delle Puglie. Costruita nel 1868, la stazione poteva disporre di un fabbricato viaggiatori su due livelli e di uno scalo merci.
Il piazzale venne poi elettrificato, unitamente all'intera tratta Benevento-Foggia, negli anni '20 del Novecento mediante il sistema innovativo della trazione a corrente continua a 3000 volt, poi implementato su scala nazionale. Sul finire del Novecento lo scalo merci venne chiuso mentre, quasi nello stesso periodo, la stazione veniva resa impresenziata.
Nella primavera del 2010 un gigantesco smottamento, la frana di Montaguto, causò la chiusura della stazione e dell'intera tratta per 75 giorni consecutivi.
A partire dalla fine del 2010 nessun treno ferma più nella stazione.

## Strutture e impianti
Pur facendo capo a Montaguto, la stazione è situata effettivamente alla località Ischia, ricadente nel territorio comunale di Savignano Irpino.
Il piazzale si compone di tre binari, due dei quali muniti di marciapiedi mentre il terzo è in disuso. Vi è inoltre un tronchino destinato originariamente allo scalo merci; quest'ultimo venne chiuso sul finire del XX secolo.

## Movimento
Nella stazione effettuavano fermata cinque coppie giornaliere di treni passeggeri nel 1938, sette nel 1955 e sei nel 1973.
A partire da dicembre 2010 lo scalo non è più interessato da alcuna tipologia di traffico.